# Cleonymia affinis
Cleonymia affinis là một loài bướm đêm trong họ Noctuidae.